# Charlton County
Charlton County je okres ve státě Georgie ve Spojených státech amerických. K roku 2012 zde žilo 13 295 obyvatel. Správním městem okresu je Folkston. Celková rozloha okresu činí 2 028 km². Vznikl v roce 1854.